# Filippo Mondelli
Filippo Mondelli (Como, Itália, 18 de junho de 1994 - Cernobbio, Itália, 29 de abril de 2021) foi um remador italiano, que conquistou a medalha de ouro no Campeonato Europeu de Remo 2018 em sculls quádruplos masculinos e também no Campeonato Mundial daquele ano.

## Biografia
Começou a remar em 2007 no Canottieri Moltrasio e em 2012 foi selecionado pela primeira vez para participar em provas internacionais com a equipa italiana de remo. De 2012 a 2016, ao competir nas categorias Júnior e Sub 23, obteve excelentes resultados no remo top, tornando-se Campeão do Mundo Sub 23 na especialidade 4 com em 2015, e conquistando a medalha de prata no campeonato mundial do ano seguinte em a mesma especialidade. A partir de 2017 ingressou no grupo olímpico da equipe italiana de remo, passando para o parceiro de remo. 

Em 2017 competiu toda a temporada na especialidade de duplas com Luca Rambaldi, conquistando a medalha de ouro no Europeu e a medalha de bronze no Mundial. Em 2018 faz parte dos quatro de uma classe, com Luca Rambaldi, Andrea Panizza e Giacomo Gentili, conquistando a medalha de ouro no Europeu de Glasgow e no Mundial de Plovdiv. Em janeiro de 2020, ele foi forçado a suspender sua atividade competitiva devido a uma doença óssea. Em seguida, ele faz uma cirurgia para remover um osteossarcoma na perna esquerda. Ele morreu em 29 de abril de 2021 aos 26 anos.